# Dystroficzne neuryty
Dystroficzne neuryty (ang. dystrophic neurites – DN) – populacja wypustek neuronalnych.

## Zawartość
- neurofilamenty
- wyrodniejące organelle subkomórkowe (skutek zaburzenia przepływu i stagnacji wyrodniejącej aksoplazmy)
- PHF[1]

## Występujące białka określające subkategorie
- białka neurofilamentów 68, 160, 200 kDa
- fosforylowane białko tau

- β-APP (prekursorowe białko β-amyloidu)[1]

## Choroby
- CJD – DN zawierające β-APP i NFP
- choroba Alzheimera – PHF
- zespół otępienie-parkinsonizm-SLA z wyspy Guam – PHF
- dementia pugilistica – PHF
- podostre stwardniejące zapalenie mózgu – PHF
- choroba Niemanna-Picka typu C – PHF[1]